# Прибутковий будинок купця Костіна
Прибутковий будинок купця Костіна — будівля, яка розташовується за адресою вулиця Суворова, 29/37, пр. Чехова у Ростові-на-Дону. В кінці XIX — на початку XX століття цей будинок належав купцю Єфиму Яковлевичу Костіну. Будівля є пам'яткою монументального мистецтва, історії та архітектури регіонального значення.

## Історія
Будинок був побудований в кінці XIX. До 1917 року мав адресу Мала-Садова, 37/35, пр. Малий. Окрім прибуткового будинку, його власністю також був олійний завод. Будинком володів сам купець, а ось у приміщенні, де розташовувалось виробництво, був співвласник — його дружина Домна Іванівна Костіна. У подружжя було троє синів: Василь Костін мав власний магазин по торгівлі пряниками, Степан завідував олійним заводом, а Філіп був службовим канцелярії першої поліцейської дільниці міста. Прибутковий будинок купця Єфима Яковлевича Костіна Додатком 1 Постанови Адміністрації Ростовської області від 09.10.1998 № 411 він був визнаний пам'яткою історії та культури місцевого значення і став охоронятись законом.

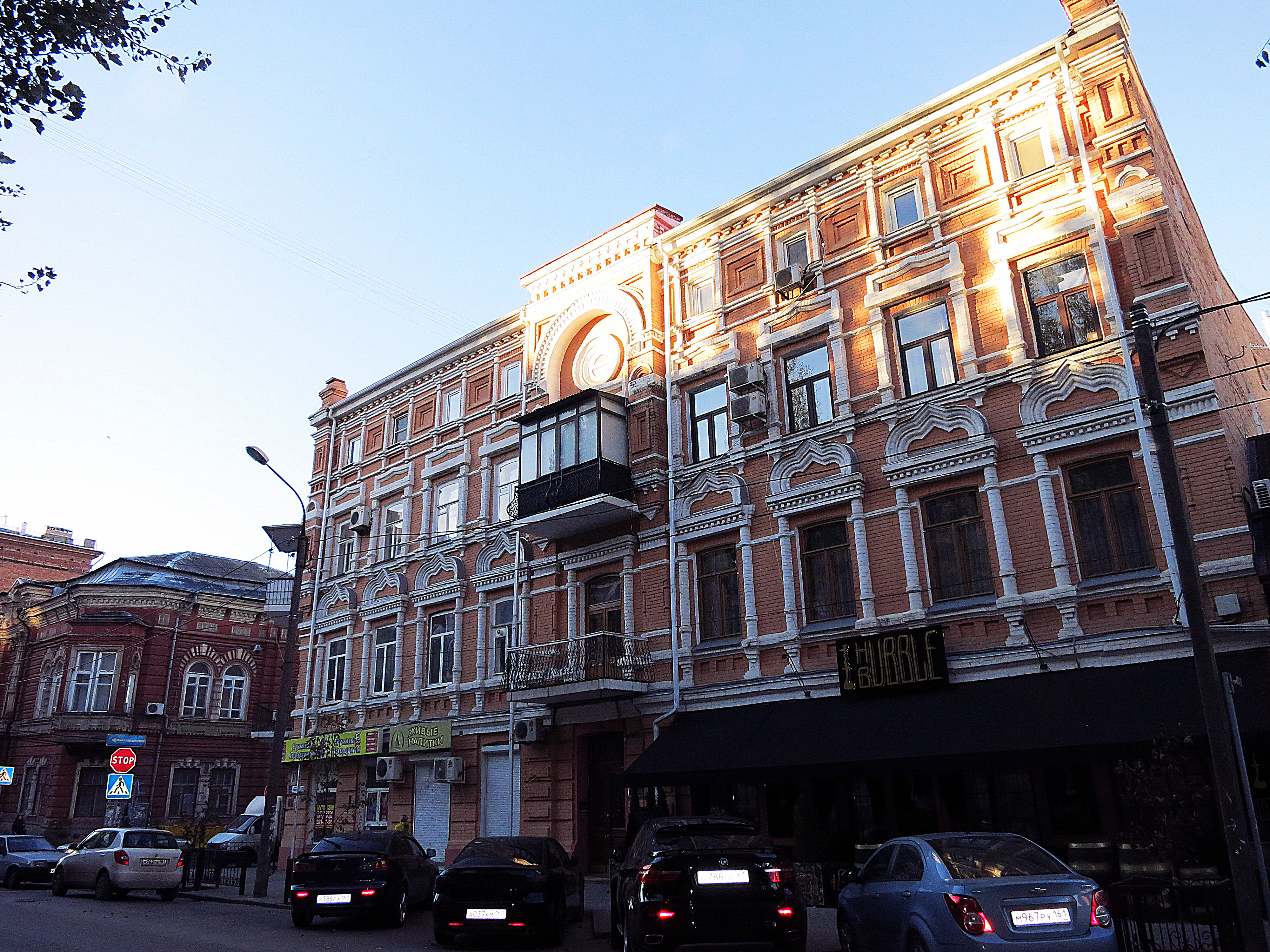
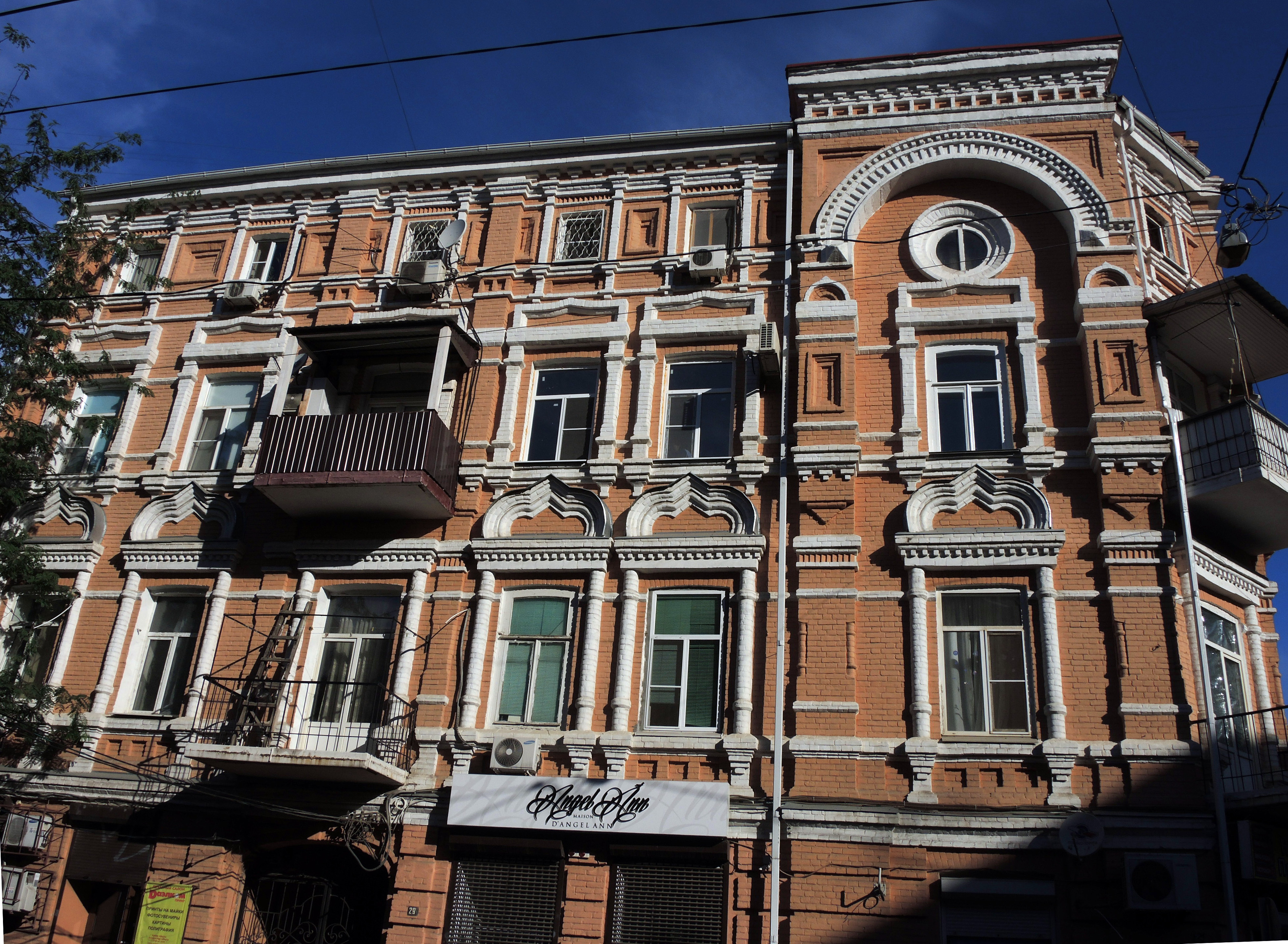

## Опис
Будинок чотириповерховий. Зберігся до наших часів. В XXI столітті відбулись реставраційні роботи, під час яких був покращений та змінений вигляд парадного фасаду будівлі, для цього використовувалась цегла і інші матеріали.